# Ken Johnson (basket-ball, 1978)
Pour les articles homonymes, voir Johnson et Ken Johnson.
Kenyatta Allen « Ken » Johnson, né le 1er février 1978 à Détroit, dans le Michigan, est un joueur américain de basket-ball, évoluant au poste de pivot.